# Shoplifter
Shoplifter è un singolo del gruppo pop punk statunitense Green Day, pubblicato nel 2004.
È comparso in origine come B-side nella versione australiana del singolo di American Idiot, pubblicato il 14 settembre 2004. In seguito, dal 21 settembre 2004 fino al 16 aprile 2009, Shoplifter fu pubblicato sotto forma di singolo a sé stante scaricabile online dall'iTunes Store.

## Tracce
1. Shoplifter – 1:50

## Formazione
- Billie Joe Armstrong - voce e chitarra
- Mike Dirnt - basso e voce
- Tré Cool - batteria